# Uranoscopus tosae
Uranoscopus tosae és una espècie de peix pertanyent a la família dels uranoscòpids.

## Descripció
- Pot arribar a fer 25 cm de llargària màxima.[6][7]

## Hàbitat
És un peix marí, demersal i de clima temperat que viu entre 55 i 420 m de fondària.

## Distribució geogràfica
Es troba al Pacífic nord-occidental: des del sud del Japó (tret de les illes Ryukyu) fins al mar de la Xina Meridional.

## Observacions
És inofensiu per als humans.